# تم مختارآباد
تم مختار آباد مربوط به هزاره اول قبل از میلاد است و در شهرستان جیرفت، بخش عنبرآباد، روستای مختار آباد واقع شده و این اثر در تاریخ ۱۱ دی ۱۳۸۰ با شمارهٔ ثبت ۴۵۸۴ به‌عنوان یکی از آثار ملی ایران به ثبت رسیده است.